# Синовиальная оболочка
Синовиа́льная оболо́чка — внутренний слой суставной сумки или костно-фиброзного канала. Синовиальная оболочка выстилает всю поверхность суставной полости и связки, расположенные в суставе, за исключением хрящевых участков. Она богата нервами и сосудами, которые обеспечивают обмен веществ в полости сустава, питание суставного хряща. Осуществляет дополнительную амортизацию суставов, повышает подвижность эпифизов за счет своих жировых складок, обеспечивает биологическую защиту, так как препятствует переходу воспаления с костной ткани в полость сустава.
Синовиальная оболочка целиком образована эпителиальной тканью, её внутренняя (обращенная к синовиальной жидкости) поверхность образована поляризованными фибробластами и макрофагоподобными клетками. Она обеспечивает синтез синовиальной жидкости и имеет ворсинки для увеличения поверхности синтеза синовиальной жидкости.

## Патология
Синовиальная оболочка является самым чувствительным индикатором состояния коленного сустава. Выделяют несколько типов поражений синовиальной оболочки:
- Первичные синовиты (связаны с системными ревматоидными заболеваниями)
- Реактивные синовиты (возникают при повреждении хряща или менисков)